# Giovanni di Saint-Pol
Giovanni di Saint-Pol, in francese Jean de Saint-Pol (1370 circa – 1397 circa), fu conte di Saint-Pol e signore di Beaurevoir.
Era figlio di Guido di Lussemburgo-Ligny, conte di Saint-Pol e signore di Roucy, e di Matilde di Châtillon.

## Matrimonio e discendenza
Sposò Margherita d'Enghien, contessa di Brienne, figlia di Luigi d'Enghien, conte di Brienne, dalla quale ebbe:
- Pietro, conte di Brienne e conte di Saint-Pol;
- Giovanni II di Lussemburgo-Ligny (1392 - 1441), conte di Guisa e di Ligny, signore di Beaurevoir.
- Luigi di Lussemburgo (†1443), conte di Saint-Pol, cancelliere di Francia, cardinale e arcivescovo di Rouen.
- Giovanna di Lussemburgo (1395 -1420), andata sposa l'8 settembre 1415 a Luigi, signore di Ghistelles e, rimasta vedova, il 28 ottobre 1419 a Giovanni di Melun, signore d'Antoing.